# 오석재
오석재(1958년 10월 13일 ~ )는 대한민국의 전직 축구 선수이다. 현역 시절 포지션은 공격수였다.

## 유소년 경력
오석재는 부산수영중학교 3학년 때 당시 동아고등학교 박경화 코치를 찾아가 축구선수가 될 것을 자원했다. 이후 동아고등학교 입학을 했으며 학교의 스타플레이어의 자리를 굳히게 되었다. 이후 박경화 코치가 건국대학교 코치로 부임하자 서울 경신고등학교로 전학해 졸업한 후 건국대학교로 진학했다.

## 클럽 경력
1983년, 프로축구가 출범하자 할렐루야 축구단에 입단했다.

## 국가대표팀 경력
1978년 아시안게임에 참여하는 대한민국 축구 국가대표팀에 선발되었다. 오석재는 아시안게임 본선 무대에서만 6골을 넣으면서 한국의 금메달 획득에 공헌을 했다.